# 二列省藤
二列省藤（学名：Calamus viridispinus），为棕榈科省藤属下的一种。